# 帕卢 (意大利)
帕卢（義大利語：Palù），是意大利威尼托大区维罗纳省的一个市镇。总面积13.47平方公里，人口1282人，人口密度95.2人/平方公里（2009年）。国家统计（ISTAT）代码为023056。